# Replikationszyklus

Replikationszyklus

Der Replikationszyklus bezeichnet in der Virologie die zyklische Abfolge der Entwicklungsschritte eines Virus während einer viralen Infektion.

## Eigenschaften
Der Replikationszyklus während einer viralen Infektion besteht aus verschiedenen Einzelschritten:
- Adsorption des Virions an einen zellulären Rezeptor,
- Einstülpung des Virions durch Endozytose oder eine direkte Penetration der Zellmembran (vor allem bei Bakteriophagen),
- Freisetzung des Virions ins Zytosol,
- Entpacken des viralen Genoms,
- Replikation des viralen Genoms und Proteinbiosynthese von viralen Proteinen.

Bei persistenten Infektionserregern erfolgt oftmals ein Stadium der Viruslatenz. Nach der Biosynthese des viralen Genoms und der viralen Proteine erfolgt die Zusammenlagerung und gelegentlich eine weitere Reifung des neugebildeten Virions durch posttranslationale Modifikationen. Auf die Reifung erfolgt die Freisetzung der neugebildeten Virionen durch die Zellmembran, je nach Virus durch Knospung oder durch Zelllyse. Die neugebildeten und freigesetzten Virionen können dann weitere Zellen infizieren, wodurch der Replikationszyklus erneut beginnt.